# U-Bahnhof Niendorf Nord

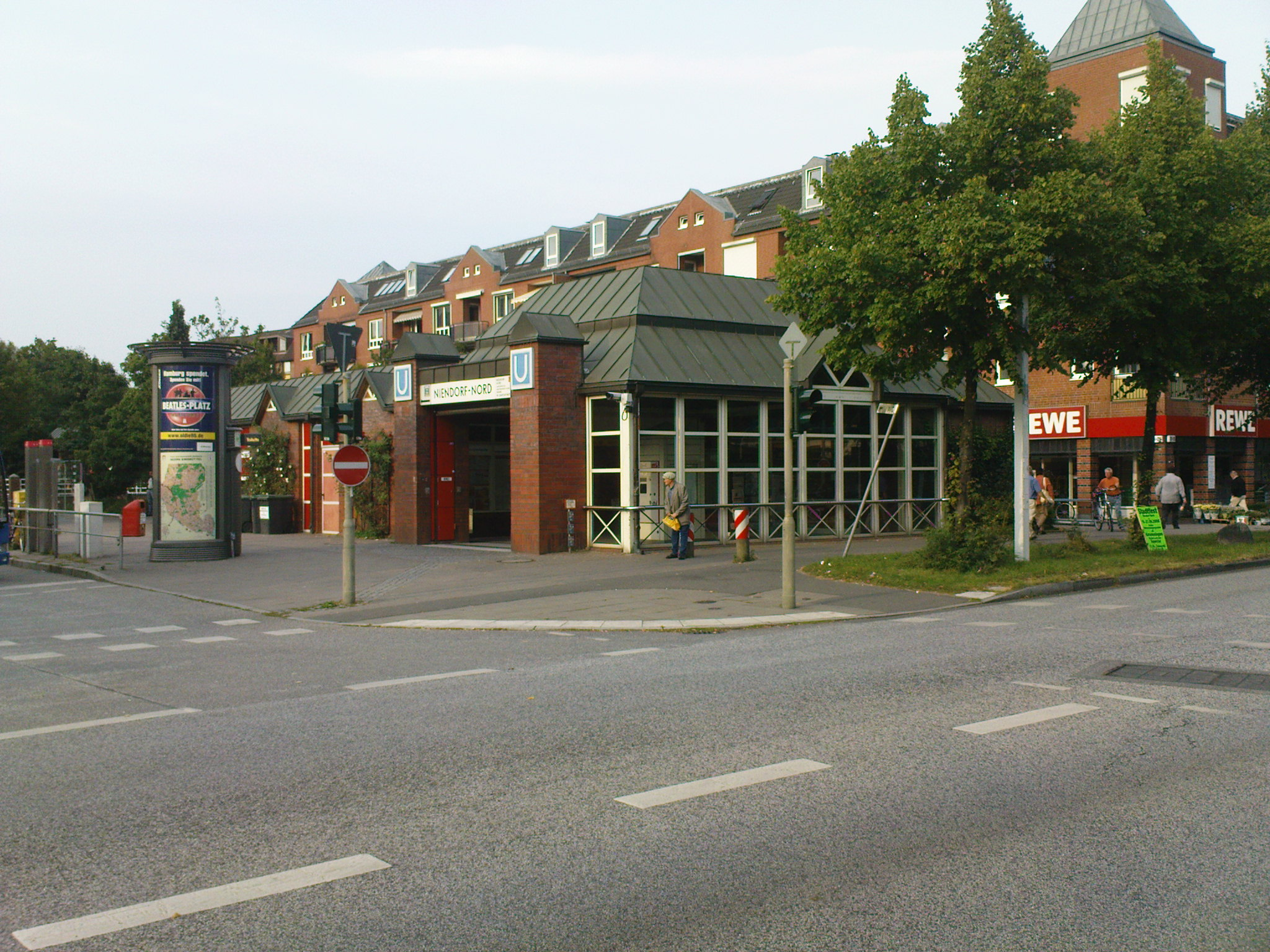
Südliches Empfangsgebäude

Der Bahnhof Niendorf Nord ist der westliche Endpunkt der Linie U2 der Hamburger U-Bahn. Das Kürzel der Station bei der Betreiber-Gesellschaft Hamburger Hochbahn lautet „NN“. Vor dem Bahnhof befindet sich ein kleiner Busbahnhof, der von mehreren Buslinien angesteuert wird. Die U2 fährt von hier aus Richtung Mümmelmannsberg. Der U-Bahnhof hat täglich 8.674 Ein- und Aussteiger (Mo–Fr, 2019).

## Anlage
Der Bahnsteig befindet sich eine Ebene unter der Oberfläche und kann von Süden wie auch von Norden erreicht werden. Der Bahnhof gilt als behindertengerecht, er verfügt über feste Treppen, zusätzlich eine Rolltreppe (aufwärts) am südlichen Bahnsteigende und einen separaten Fahrstuhl etwas weiter nördlich. Der Fahrkartenverkauf findet aus Automaten statt. Die Züge können über einen doppelten Gleiswechsel vor der Station auf beiden Seiten des Mittelbahnsteigs einlaufen und damit „Kurzkehren“. Nördlich des Bahnsteigs befindet sich eine viergleisige Abstellanlage, die Platz für 16 DT4-Einheiten bietet. Im mittleren Bereich ist der Bahnsteig für Rollstuhlfahrer und Kinderwagen erhöht. Im südlichen Empfangsgebäude befinden sich ein Verkaufsraum für Zeitungen und Reisebedarf sowie Toiletten für die Busfahrer. Hier befinden sich auch eine Taxirufsäule und der Busbahnhof. Vor dem nördlichen Ausgang befindet sich ein kleiner Park, in dem das Mahnmal „Tisch mit 12 Stühlen“ steht.
Um die Anwohner so wenig wie möglich zu beeinträchtigen, hat man Weichen mit beweglichen Herzstücken verwendet, die normalerweise nur bei Schnellfahrstrecken der Fernbahn verwendet werden.
Der Bahnhof selbst kann im Notfall auch als Zivilschutzraum genutzt werden. Hierzu lassen sich alle Zugänge (auch der Aufzugsschacht) durch Sperrtore abriegeln. Diese Fähigkeit macht den Bahnhof zu einer von mehreren sogenannten Mehrzweckanlagen im Hamburger Stadtgebiet.

## Innengestaltung
An den Pfeilern für die Decke befinden sich weiße Röhren, die Birken darstellen sollen.
An beiden seitlichen Wänden des Bahnsteigs sind über die gesamte Länge jeweils zwölfteilige Keramikmosaike angebracht. Es handelt sich um das Werk „Birkenwäldchen“ (1991), welches vom Künstler Rolf Laute gestaltet wurde. Die Mosaike bilden die abstrahierte Darstellung von Stämmen und Blättern eines Birkenwaldes und ergeben eine zeitliche und räumliche Abfolge. Als Grundlage für die Gestaltung wird genannt, dass ein Wäldchen für den Bau weichen musste.

## Geschichte
1987 begann der Bau der Erweiterungsstrecke von Niendorf Markt nach Niendorf Nord mit den drei Haltestellen Joachim-Mähl-Straße, Schippelsweg und Niendorf Nord. Der Bau des Bahnhofs lief unter dem Namen „Nordalbingerweg“, zur besseren Orientierung der U-Bahn-Fahrgäste erhielt die neue Endstation der U2 den besser zuordenbaren Namen Niendorf Nord. Die Eröffnung war am 9. März 1991.
| Linie | Verlauf |
| ----- | --- |
| U 2   | Niendorf Nord – Schippelsweg – Joachim-Mähl-Straße – Niendorf Markt – Hagendeel – Hagenbecks Tierpark – Lutterothstraße – Osterstraße – Emilienstraße – Christuskirche – Schlump – Messehallen – Gänsemarkt (Oper) – Jungfernstieg – Hauptbahnhof Nord – Berliner Tor – Burgstraße – Hammer Kirche – Rauhes Haus – Horner Rennbahn – Legienstraße – Billstedt – Merkenstraße – Steinfurther Allee – Mümmelmannsberg |